# Galeusca
Galeusca (contraction des toponymes  Galicia, Euskadi et Cataluña) est le nom de plusieurs coalitions  entre partis et hommes politiques nationalistes des trois communautés autonomes historiques de l'état espagnol, la Catalogne, le Pays basque et la Galice depuis 1923 à nos jours. GalEusCa est aussi le nom d'un projet de rencontres annuelles des trois associations d'écrivains dans les langues respectives de ces régions. 

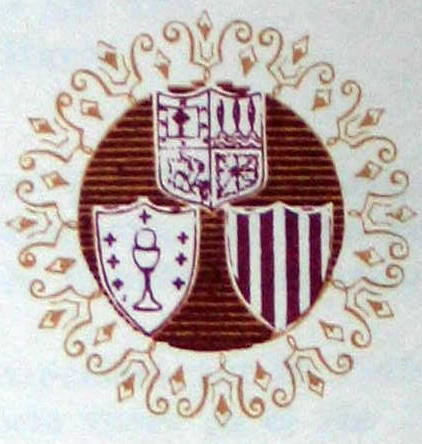
Anagramme de Galeusca.

## Historique des alliances

### Avant le franquisme
En 1923 un accord appelée aussi la Triple Alianza, a été signé entre :
- Pour la Catalogne, de Estat Català, Francesc Macià, de Unió Catalanista Josep Riera i Puntí et Pere Manen y Artés, et de Acció Catalana Jaume Bofill i Mates et Antoni Rovira i Virgili.
- Pour la Galice, des  Irmandades da Fala Alfredo Somoza et Federico Zamora et de la Irmandade Nazonalista Galega Vicente Risco.
- Pour le Pays basque, Elías Gallastegi Gudar, José Domingo Arana, Manuel Egileor et Telesforo Uribe-Etxebarría, du Partido Nacionalista Vasco (PNV) (courant Aberri). Auxquels se sont joints après  Julien Arrien et Jesús María de Leizaola, de Comunión Nacionalista Vasca.

Le pacte revendiquait la pleine souveraineté politique pour les trois régions, définies comme nations et proposait la création d'un conseil commun pour unir les forces. Même ainsi, pendant la dictature de Miguel Primo de Rivera, les différences idéologiques entre Estat Català et le  PNV et le manque de force politique des nationalistes galiciens ont conduit le projet sur une voie de garage. Des nationalistes galiciens et catalans ont participé au pacte de Saint- Sébastien. Il n'en a pas été de même des basques. En 1933, il n'y a pas eu de tentative de réactiver le pacte lorsque le PNV s'est allié à Francesc Cambó, Acció Catalana et Palestra. C'est en 1934 au moment du conflit concernant les élections municipales entre le gouvernement radical de la République et le Pays Basque, qu'une délégation de parlementaires catalans présidée par le député de Esquerra Republicana de Catalunya (ERC), Josep Tomàs i Piera, s'est rendue à Guernica où a été ratifié le nouveau pacte. Pendant la guerre civile, une fois l'autonomie obtenue par le Pays basque, le PNV a fait alliance avec ERC et pendant un temps il a été fait beaucoup de bruit autour du pacte. En 1937 lorsque le Pays Basque a été occupé par les troupes franquistes, le gouvernement autonome s'est installé à Barcelone.

### Pendant le franquisme
Le 9 mai 1941 à Buenos Aires, les républicains en exil ont promu un second accord appelé Galeuzka pour revendiquer le droit à l'autodétermination des trois peuples et l'appui des alliés. Les signataires étaient : 
- pour la Catalogne : Manuel Serra i Moret, Josep Escolà i Marsà et Pere Mas, des catalans de l'extérieur (Casals catalans ou Comunitats catalanes de l'exterior)  et la Généralité de Catalogne en exil,
- pour le Pays Basque : Ramón María Aldasoro, José María Lasarte et Francisco Basterrechea, du PNV et du gouvernement basque en exil.
- pour la Galice, Castelao, Antonio Alonso Ríos et Lino Pérez, du Partido Galeguista et du Consello de Galiza.

Le pacte fut ratifié à Mexico, le 22 décembre 1944 par des représentants de la communauté catalane de Mexico, le PNV, 
ELA-STV, Partido Galleguista, Estat Català, Acció Catalana, le secretariat des militants de ERC, le Partit Socialista Català et Unió de Catalans Independents. Le secrétariat tripartite était composé de Joan Loperena (pour la Catalogne), José Luis Irisarri (pour le pays basque) et Juan López (pour la Galice).
Parmi les objectifs :
- combattre la dictature franquiste,
- affirmer l'identité des trois nations,
- défendre leurs droits,
- œuvrer pour le rétablissement de la république,
- s'opposer à la restauration de la monarchie.

## La coalition pour les élections européennes de 2004
Galeusca a été  aussi une coalition électorale pour présenter des candidats aux élections au parlement européen en 2004. La coalition était composée par :
- Galice : Bloque Nacionalista Galego (BNG),
- Pays basque : le Partido Nacionalista Vasco (PNV),
- Catalogne : Convergència i Unió (CiU),
- Communauté valencienne : Bloc nationaliste valencien (BNV),
- Majorque (Îles Baléares) : Partit Socialista de Mallorca.

Les deux derniers partis n'appartenant  à aucune des trois communautés autonomes ont été considérés comme appartenant aux Pays catalans. Le Partido Nacionalista Canario (îles Canaries) bien que n'appartenant pas à la coalition a appelé à voter pour Galeusca.

## Les associations d'écrivains
- L'AELC (Associació d'Escriptors en Llengua Catalana ) pour le catalan.
- L'AELG (Asociación de escritores en lingua galega) pour le galicien,
- L'EIE (Euskal Idazleen Elkartea), pour le basque.